# Opperste hofschenker

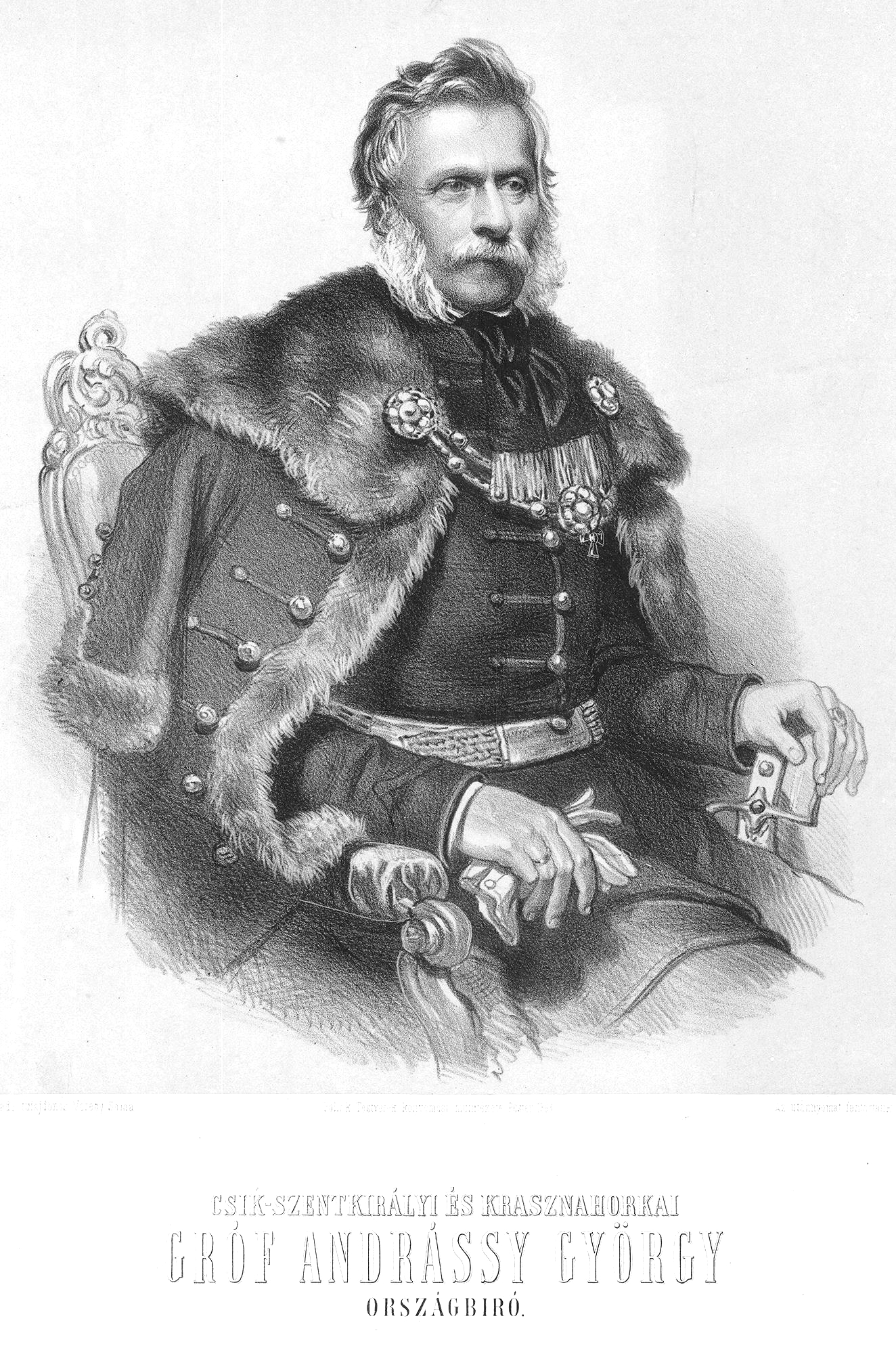
György Andrássy, een van de dragers van het ambt

De opperste hofschenker (Duits: Königliche Oberst-Grossmundschenke, Hongaar: főpohárnok, Slovaaks: pohárnik, Latijn: pincernarum regalium magistri of magister pincernarum) was een van de hoge functies aan de hofhuishouding van de koning van Hongarije. De koninklijke hofschenkers werden vanaf ongeveer 1220 tot de echte baronnen van het koninkrijk gerekend.
Het ambt wordt voor het eerst vermeld in 1148. Oorspronkelijk was het de taak van de opperste hofschenker om de drank van de koning en andere hooggeplaatste gasten in te schenken. In het bijzonder moest hij erop toezien dat ieder risico op vergiftiging was uitgesloten en soms zelf de wijn voorproeven alvorens deze in te schenken. Later werd hij ook verantwoordelijk voor de levering en bediening van de drank.
Het ambt is vergelijkbaar met dat van schenk. In een Poolse of Litouwse context is de titel vergelijkbaar met die van cześnik.